# Ciotka Julia i skryba
Ciotka Julia i skryba (hiszp.  La tía Julia y el escribidor) – powieść peruwiańskiego pisarza Mario Vargasa Llosy. Została wydana w roku 1977 w Hiszpanii przez Editorial Seix Barral.
W Polsce pierwsze wydanie ukazało się w roku 1983 nakładem Wydawnictwa Literackiego, zaś wznowienie ukazało się w 1997 (Rebis). Autorką przekładu jest Danuta Rycerz.
W roku 1990 Jon Amiel przeniósł powieść na ekran. Film pod tym samym tytułem miał premierę dnia 26 października 1990. W główne postacie wcielili się Barbara Hershey, Keanu Reeves i Peter Falk. Tyle, że rzecz w owym filmie działa się w USA i w czasach bardziej współczesnych. W oczach wielu miłośników Vargasa Llosy film nie zasługuje na uwagę, gdyż zatracił pierwotne walory książki. 

## Fabuła
Głównym bohaterem książki jest 18-letni student prawa Mario Varguitas, który pracuje jako dyrektor informacji w Radiu Panamerykańskim w Limie. Cały jego personel składa się z jednego pomocnika imieniem Pascual, który przygotowuje rzeczone dzienniki informacyjne. Mario musi go ustawicznie pilnować, gdyż kiedy tylko spuści Pascuala z oczu, dzienniki roją się od wypadków, katastrof i przestępstw, w których ten się lubuje. Mario jest zdecydowany w przyszłości zostać pisarzem. Radio, w którym pracuje, należy do ojca i syna Gennarów.
W tym czasie Mario poznaje swoją daleką ciotkę, która jeszcze niedawno (to znaczy do chwili swego rozwodu) mieszkała w Boliwii. Julia, bo tak ma na imię, jest od niego znacznie starsza i ma 32 lata. Mario z czasem zakochuje się w niej, choć wie, że miłość ta nie ma szans na akceptację przez rodzinę.
Drugim wątkiem powieści jest znajomość ze sprowadzonym (również z Boliwii) autorem radiowych słuchowisk, niejakim Pedrem Camachem (tytułowy Skryba). Pedro pisze popularne powieści radiowe, które z powodzeniem można byłoby określić mianem telenowel, gdyby nie to, że ukazują się w radiu, a nie telewizji. Generalnie powieść tworzy szeroki obraz życia w Limie w okresie owych radiowych oper mydlanych i młodości Vargasa Llosy. Sam Vargas Llosa nie ukrywał, że jego ideałem powieści jest, używając jego słów, „powieść totalna” (jak Rozmowa w „Katedrze”). Według krytyka Jerzego Kühna, który umieścił posłowie na końcu książki, Ciotka... jest dziełem Llosy najbliższym tego ideału (choć nie w skali całego społeczeństwa, jak w Katedrze, ale mniejszym), mimo że, jest eksperymentem formalnym.
Historia Maria, ciotki i skryby jest ściśle oparta na autentycznych losach autora, który ożenił się, będąc w podobnym do swego bohatera wieku, z również starszą daleką ciotką Julią Urquidi Illanes, oraz też pracował jako autor skryptów radiowych. Wszelkie wątpliwości winna rozwiać dedykacja:
Julii Urquidi Illanes, której tyle zawdzięczamy - ja i ta powieść.
Julia Urquidi Illanes wydała książkę Lo que Varguitas no dijo z własną wersją zdarzeń, opisanych przez Vargasa Llosę.